# Judy Rifka

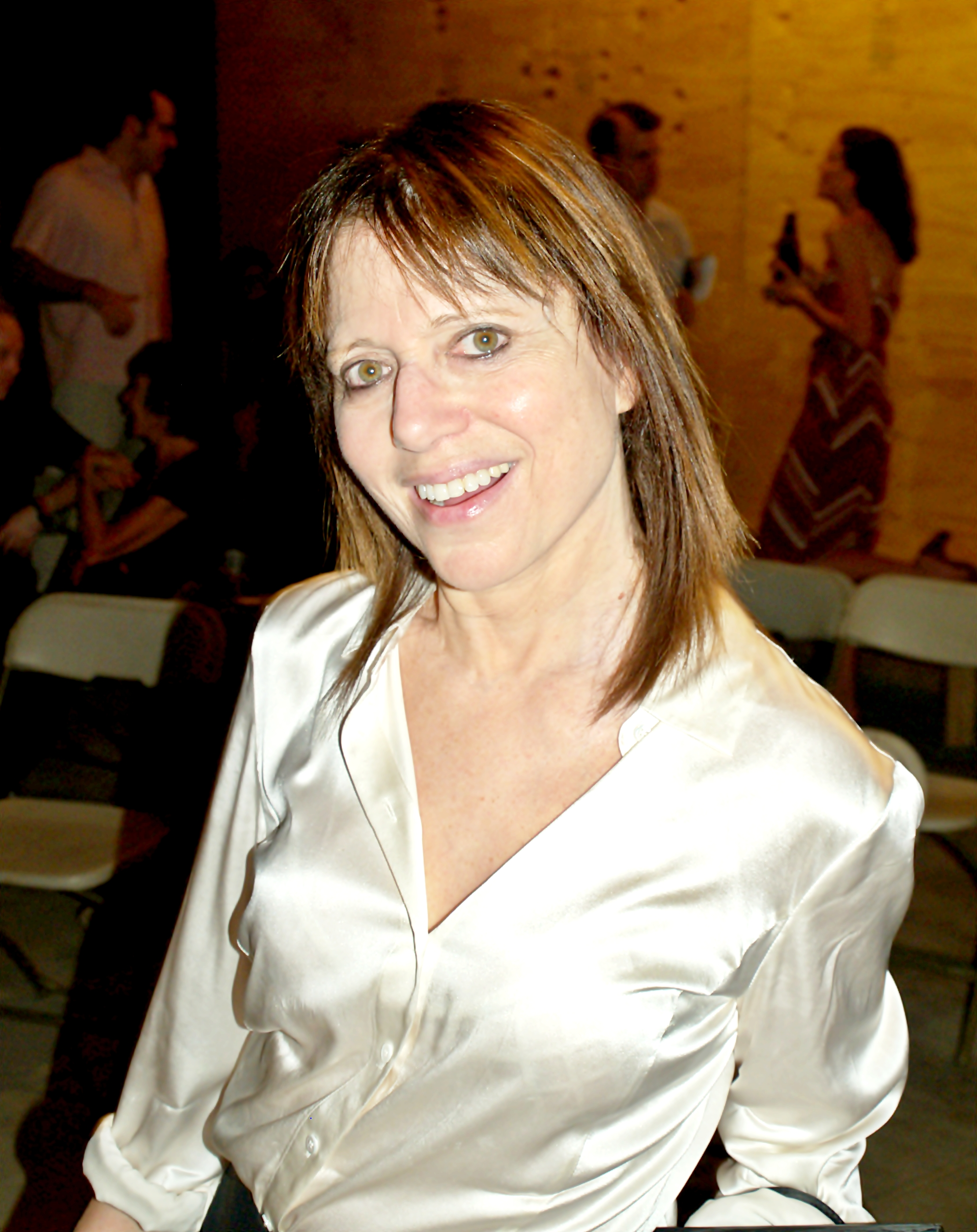
Judy Rifka (2010)

Judy Rifka (* 1945 in New York City) ist eine US-amerikanische Malerin und Multimediakünstlerin.

## Leben und Werk
Rifka wurde 1945 in New York City geboren und studierte am Hunter College, der New York Studio School of Drawing, Painting and Sculpture und The Skowhegan School of Art. Den Bachelor erlangte sie am Empire State College, den Master an der Adelphi University. 1966 trampte Rifka durch Frankreich, Spanien, Italien, die Schweiz, Belgien, Deutschland und die Niederlande. Judy Rifka ist in Tribeca und der Lower East Side verwurzelt und Mitglied der Künstlergruppe Colab, der auch Jean-Michel Basquiat, René Ricard, John Ahearn und Jenny Holzer verbunden sind.
Rifkas malerisches Werk ist bekannt für Leinwände, die nicht auf Keilrahmen aufgezogen sind, für Collagen und weggeschnittene Lagen Farbe und Leinwand.

## Ausstellungen (Auswahl)

### Einzelausstellungen
- 1981 Museum (Sub-)Kultur, Berlin und Hamburg
- 1984 „Judy Rifka: Major Works 1981 - 1984:“ Knight Gallery. Spirit Square Art Center, Charlotte; traveled to Anderson Gallery, Virginia Commonwealth University, Richmond.
- 1987 „Judy Rifka Paintings“, The Cleveland Museum of Art.

### Gruppenausstellungen
- 1975 Whitney Biennial, New York City
- 1980 Times Square Show, New York City
- 1982 Urban Kisses: 7 New York Artists, Liverpool[4]
- 1982 documenta 7, Kassel
- 1983 Whitney Biennial, New York City
- 1997 New York Avant-Garde / Works and Projects of the Seventies, MOMA P.S.1, New York City[5]